# ستيفن سيجل
ستيفن سيجل (بالإنجليزية: Steven Seagle)‏ (مواليد 31 مارس 1965)، هو كاتب أمريكي يعمل في مجال الكتب الهزلية والتلفزيون والأفلام والمسرح الحي وألعاب الفيديو والرسوم المتحركة.

## وصلات خارجية
- ستيفن سيجل على موقع IMDb (الإنجليزية)
- ستيفن سيجل على موقع قاعدة بيانات الفيلم (الإنجليزية)